# Friedrich Bogislav von Tauentzien

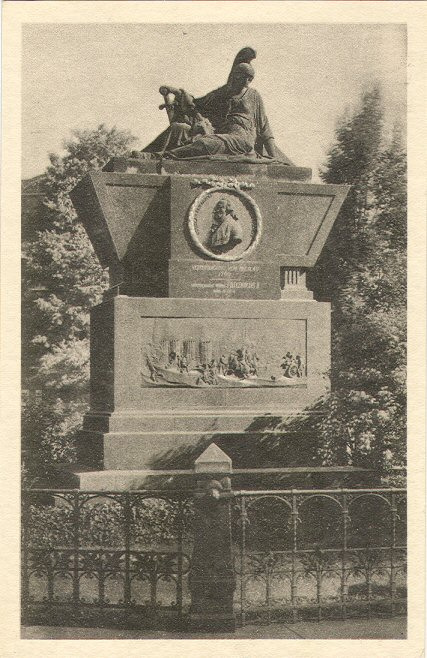
grobowiec generała Tauentziena na placu jego imienia we Wrocławiu (dziś Plac Kościuszki)

Friedrich Bogislav von Tauentzien (ur. 18 kwietnia 1710 w Tawęcinie, zm. 21 marca 1791 we Wrocławiu) – generał armii pruskiej, dowódca obrony Wrocławia przed wojskami austriackimi podczas wojny siedmioletniej, dowódca garnizonu wrocławskiego.

## Życiorys
Pochodził z pruskiego rodu szlacheckiego, wybrał karierę wojskową. Brał udział w 1741 w bitwie pod Małujowicami (I wojna śląska), w 1745 w bitwie pod Dobromierzem (II wojna śląska), a w czasie wojny siedmioletniej w bitwie pod Kolinem (1757). Podczas decydującego szturmu Austriaków pod dowództwem Ernesta Laudona na Wrocław w 1760 zajął pozycję w nieistniejącej już kaplicy św. Gertrudy, mieszczącej się na przedpolu fortyfikacji miejskich na wprost Bramy Świdnickiej, przy skrzyżowaniu dzisiejszych ulic Świdnickiej i Kościuszki. Miał tam rzec do oficerów swojego sztabu, że jeśli szturmu nie odeprą, to on sam polegnie w tym miejscu wraz ze swym wojskiem i zostanie tu pogrzebany. Szturm został odparty, a generał pozostał dowódcą garnizonu wrocławskiego aż do śmierci, która nastąpiła dopiero 31 lat później. Znalazł miejsce pochówku w miejscu swego triumfu, przy kaplicy św. Gertrudy, najpierw pod kamienną skromną płytą. Później, w 1795, syn generała, Bogislav Friedrich Emanuel von Tauentzien, ufundował duży pomnik nagrobny według projektu Carla Gottharda Langhansa i Johanna Gottfrieda Schadowa, który przetrwał aż do jesieni 1945 roku, kiedy został zburzony i rozgrabiony. W 1807 dowódca wojsk napoleońskich, szturmujących Wrocław, Hieronim Bonaparte, pokonawszy obronę pruską nakazał rozbiórkę miejskich fortyfikacji i wyznaczenie nowych założeń urbanistycznych na przedmieściach. On też nakazał pozostawienie pomnika generała Tauentziena, wyznaczenie wokół niego dużego kwadratowego placu, i nadanie mu nazwy Tauentzien Platz. Równoleżnikowa ulica na przedpolu miasta, przecinająca ten plac, zyskała także za patrona generała Tauentziena. Dziś plac ten nosi nazwę Placu Kościuszki, a Tauentzien Straße nazywa się ulicą Kościuszki.